# Jędrzej Wala (młodszy)

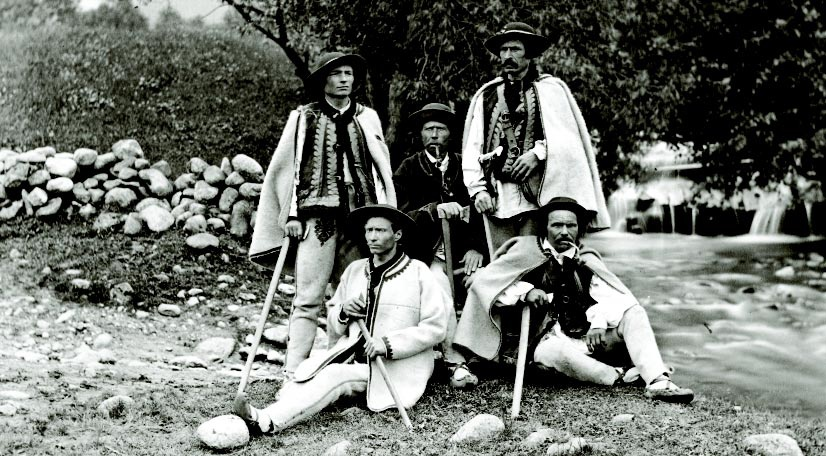
Przewodnicy tatrzańscy ok. 1877 r., – od lewej Wojciech Roj, Jędrzej Wala młodszy, Jędrzej Wala starszy, Szymon Tatar (starszy) i Maciej Sieczka

Jędrzej Wala młodszy (ur. 25 lipca 1841 w Zakopanem, zm. po 1900 w okolicach Preszowa) – polski przewodnik tatrzański, syn Jędrzeja Wali starszego.

## Życiorys
Był przedstawicielem młodszego pokolenia przewodników tatrzańskich i wśród nich jednym z najlepszych. Od 1877 należał do I klasy przewodnickiej. Znany był z wielkiej wiedzy na temat Tatr. Prowadził na wycieczki licznych turystów, takich jak Tytus Chałubiński, Leopold Świerz, Karol Potkański, Kazimierz Przerwa-Tetmajer, Janusz Chmielowski czy Mieczysław Karłowicz. Uczniem Wali młodszego był Klimek Bachleda, zwany później „królem przewodników”.
Przeszedł wiele istotnych dróg w wysokich partiach Tatr. Do jego największych osiągnięć należą: pierwsze przejście Drogi po Głazach na Mięguszowiecki Szczyt (1883), przejście wschodniej ściany Lodowego Szczytu (1889), zdobycie Hrubego Wierchu przez Wielicki Ogród (ok. 1890), wejście na Młynarza, pierwsze znane przejście przez Pościel Jasińskiego (1895) i wyprawa na Ganek z Leopoldem Świerzem (1877), bliska zakończenia sukcesem – szczyt zostałby zdobyty, gdyby nie zapadające ciemności.
W roku 1898 wyjechał na stałe na Węgry, w okolice Preszowa i tam założył gospodarstwo i rodzinę, a wkrótce prawdopodobnie zmarł. Jego imieniem nazwana jest Walowa Drabina na wschodniej ścianie Lodowego Szczytu i Walowy Żleb w zachodniej ścianie Gerlacha.